# Flora of North America
Флора Північної Америки на північ від Мексики (англ. Flora of North America North of Mexico, зазвичай згадується як FNA) — це багатотомна робота, що описує місцеві та натуралізовані рослини Північної Америки, включаючи США, Канаду, Сент-П’єр і Мікелон та Гренландію. До його складу входять мохоподібні та судинні рослини. Усі таксони описані та включені в дихотомічні ключі, розподіл усіх видів та внутрішньовидових таксонів нанесено на карту, а близько 20% видів ілюстровано лініями, підготовленими спеціально для FNA. Очікується, що після завершення він наповнить 30 томів і стане першою роботою, що розглядає всю відому флору на північ від Мексики.
Вийшов друком двадцять один том. Незабаром після публікації вміст стає доступним в Інтернеті.
Опис видів включає:
- Наукова і загальноприйнята назва
- Систематичність
- Характеристики та ключ до маркування
- Карти поширення
- Ілюстрації та фотографії
- Число хромосом
- фенологія
- Застосування в медицині та в житті людини
- Токсичність[4].

## Ланки
- Flora of North America — Homepage